# قبائل تونس
أغلب القبائل في تونس تنتمي إلى السكان الاصليين، بالإضافة إلى قبيلة بني سليم وقبيلة بني هلال التي وفدت على البلاد التونسية.
قبائل بنو هلال هم أغلبهم في تونس من الهمامة والجلاص واكثرهم موجودين في وسط تونس والهمامة والجلاص هما من القبائل القوية في تونس معروفة بالكرم والرجولة والشجاعة.
قبائل بني سُليم في تونس
ذكر المؤرخ التونسي محمد المرزوقي السلمي قبائل سُليم بن منصور كالتالي:
1. جلاص: يتمركزون بوسط البلاد التونسية (معتمديات القيروان) وهم حسب أبي الفوز البغدادي وابن فضل الله العمري من قبيلة لمايا إحدى بطون قبيلة لواتة الامازيغية [1][2][3]، إلا أن البعض يدعي انتمائهم لبني سليم ولكن دون الاستناد لمصادر تثبت ذلك، وجلاص بطنان (جلاص بني يدير القبالة بمعتمديات بوحجلة، الشراردة، نصرالله، أولاد حفوز والبقية يدعون جلاص بني يدير الظهارى) أما الأولى فهم فرسان ومغاوير، أما الآخرون فأغلبهم رعات ومستقرون.
2. أولاد يعقوب: وهم من أشهر قبائل بني سسليم في جنوب تونس بالوقت الحاضر، وهم بنو يعقوب بن عبد الله بن كثير بن حرقوص بن فائد ويصل نسبهم إلى حكيم من علاق بن عوف بن بهثه بن سليم بن منصور، وكانت إليهم رئاسة حكيم وسائر بطونهم في البلاد التونسية بمنطقة قابس.
3. الصوابر: من بطون ذباب بن مالك من بني سُليم منازلهم بنواحي قابس وبٱسمهم قرية تسمى الصابرية، ومن الصوابر قسم في الحجاز إلى اليوم.
4. بنو يزيد: بطن من ذباب من سُليم، وهم بطون أربعة: بنو صهب بن جابر فائد بن رافع بن ذباب، وبنو حمدان بن جابر، وبنو الخرجة، وأولاد سنان بن عامر. وأكثر في الحامه بقابس.
5. الكعوب: وهم بنو كعب بن ربيعة (ورَبيعة هو شقيق هلال الجد الأعلى للهلاليين) بن عامر بن صعصعة بن معاوية بن بكر بن هوازن.[4][5] وقد اختلطت قبيلة الكعوب بقبيلة سُليم، التي تربطها صلة قرابة بهوازن، فكلاهما أبناء منصور بن عكرمة بن خصفة القيسي. كان الكعوب من أبرز زعماء البدو المنتمين إلى بني سُليم في تونس، وبرز منهم “أولاد أبي الليل” الذين تولّوا إمارة العرب في أفريقيا. اليوم، يتمركز أفراد قبيلة الكعوب بشكل رئيسي في وسط تونس، إلى جانب وجودهم في ولاية قابس.
6. الهمامة: وهم من قبائل بني سُليم بالوقت الحاضر، وقد ذكرهم المرزوقي، وهي من القبائل القوية في منطقة نفطة وتوزر في جنوب غرب تونس شمال شط الجريد. كما يوجد منهم في بلدة المكناسي بوسط تونس شمال شرق مدينة قفصة.
7. الحمارنة: من قبائل بني سليم وهم بالوسط التونسي.
8. أولاد دباب: من قبائل بني سُليم، ومساكنهم قرب حدود ليبيا مع تونس في تطاوين وما حولها.
9. المثاليث: من قبائل بني سُليم، ويتركزون بالوسط التونسي.
10. أولاد سليم: من قبائل بني سُليم، ويتركزون بالوسط التونسي.
11. أولاد سلطان: من قبائل بني سُليم، ويتركزون بالوسط التونسي.
12. المرازيق: وهم ينتسبون إلى بني سالـم من هيب بن رافع بن ذباب بن ربيعه بن زغب بن مالك بن خفاف بن أمرؤ القيس بن بهثة بن سُليم بن منصور ويتصل النسب إلى عدنان جد العرب العدنانية. استقروا في دوز بولاية قابس بتونس.
13. النفات: من قبائل بني سليم في الجنوب.

## الحبیب بورقیبة والھمامة
حسبما ورد بالتقارير السرية للمراقب المدني لعمل قفصة والھمامة الذي يتبع خطى الزعیم الحبیب بورقیبة أينما حل تطالعنا أحد التقارير المؤرخ في 13 جويلیة و15 أوت 1934، أن الزعیم أعرب صراحة للدستوريین بمناطق الھمامة على ضرورة مقاطعة الحماية الفرنسیة والتخلي عن دفع الضرائب وحث في نفس الوقت أحرار حاجب العیون حسب التقارير. السرية للمراقب العام بتالة المؤرخة في 29 أوت 1934
وفي القیروان وأثناء اجتماع عام دعا صراحة إلى رص الصفوف وشق عصا الطاعة في وجه الحماية وعدم دفع المجبى
.25/8/ حسب تقرير المراقب العام لقیادة القیروان بتاريخ 1934
وفي سنة 1950 وبداية 1951 راھن الزعیم على أحرار الھمامة وأعاد الكرة وقرر الاتصال المباشر بالعروش وفي جھة المكناسي أكد للدستوريین ومشائخ أولاد عزيز أن ساعة الخلاص آتیة لا محالة وأن الاستقلال بقبضة الید، لكن المستعمر لا يفھم لغة الحوار والتفاوض.
ولما فشل محمد شنیق ورفاقه أثناء المفاوضات الأولى، فلا بد من زعزعة استقرار المستعمر وذلك بأحداث الشغب، ولم
أنا مستعد الآن. « مرغاد » لا المقاومة المسلحة، ھذا ما أكده الزعیم بالمكناسي حینھا صاح
وفعلا وبعد خطاب الرئیس ببنزرت 1952 حتى اندلعت الثورة المسلحة ولبى أحرار الھمامة نداء الحزب ورئیسه وكثرت
المواجھات وسالت الدماء وتكبدت فرنسا خسائر فادحة مما دفعھا إلى استعمال الطائرات والمدافع لكن شجاعة الأبطال تصدت لھا وتضاعفت عملیات العنف وأصبح أغلب المعمرين لا ينامون اللیل وأصبحت فرنسا في مأزق خطیر مما دفعھا إلى الاعتراف باستقلال تونس الداخلي فعمت الفرحة كافة أفراد الشعب التونسي واعتبرھا الحزب خطوة إلى الأمام.
وبأمر من الزعیم سلم المجاھدون أسلحتھم للجان عینھا الحزب لكن حدث شرخ داخل الحزب إذ اعتبر الأمین العام
للحزب صالح بن يوسف أن الاستقلال الداخلي ھو خطوة إلى الوراء، وخوفا من الانزلاق في ھذا الاتجاه قرر بورقیبة زيارة مناطق متفرقة في عمل الھمامة.
8/1/ نذكر منھا
- الرقاب في 1956
- السند 10 جانفي 1956
- الرديف 12 جانفي 1956
- المتلوي 13 جانفي 1956

وكانت كل خطبة تحوم حول الاعتراف ببطولات الھمامة وكیف أنھم لبوا نداء الحزب أثناء المقاومة أو تسلیم السلاح شارحا في الآن نفسه أن الاستقلال الداخلي ھو خطوة إلى الأمام لا كما ينادي به البعض وھو تلمیح صريح لما أعلنه الزعیم بن يوسف.